# Îles Cocos
Pour les articles homonymes, voir Île Cocos (homonymie).
Les îles Cocos ou îles Keeling, en forme longue le territoire des îles Cocos, en anglais Cocos (Keeling) Islands et Territory of Cocos (Keeling) Islands, sont un archipel corallien de l’océan Indien, formé autour de deux atolls principaux. Elles constituent depuis 1984 un territoire extérieur de l’Australie.
Le nom abrégé en anglais Cocos Islands est souvent complété par le nom Keeling entre parenthèses pour le distinguer d’autres îles nommées aussi Coco Island(s) ailleurs dans le monde, sous la forme Cocos (Keeling) Islands dans nombre de documents officiels et que l’on traduit aussi couramment en français par « Îles Cocos (Keeling) ».
L'Indonésie ne revendique plus l'archipel depuis 1974.

## Géographie

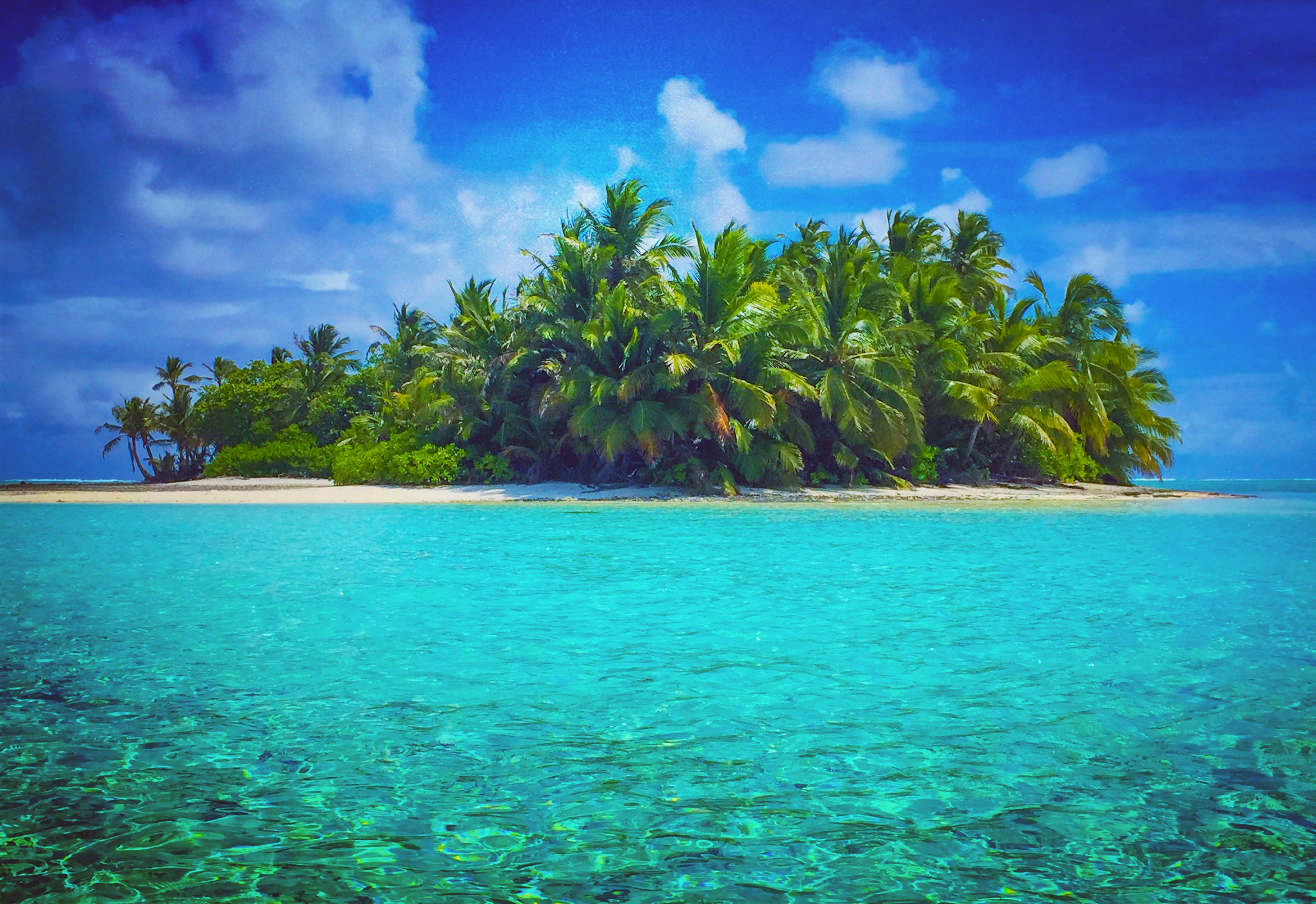
Paysage des îles Cocos.

Les îles Cocos constituent un archipel australien de 14 kilomètres carrés situé dans le Nord-Est de l’océan Indien à 958 kilomètres à l'ouest-sud-ouest de l’île Christmas, à 1 086 kilomètres à l'ouest-sud-ouest de la péninsule d'Ujung Kulon dans l’île de Java (Indonésie) et à 2 108 kilomètres de Low Point (North West Cape), en Australie-Occidentale.
Le territoire, à peu près à mi-chemin entre l’Australie et le Sri Lanka, comprend 27 îles coralliennes, dont seulement deux sont habitées : l’île West et l’île Home.
- L’atoll du nord, la North Keeling Island, et ses eaux avoisinantes font partie du parc national de Pulu Keeling.
- Dans l’atoll du sud, on trouve les 26 autres îles. Les îles de l’atoll du sud ont une surface totale de 14,15 kilomètres carrés et la surface aquatique du lagon intérieur est de 110 kilomètres carrés. La capitale de l’archipel est West Island.

Le nom de l'archipel, Cocos Islands, a probablement été donné en raison de l’abondance des cocotiers, coco(s) signifiant « noix de coco ». En effet, des milliers de cocotiers couvrent ces îles et les noix de coco, cultivées dans l’ensemble des atolls, constituent la seule culture destinée à l’exportation.
L'érosion des côtes et la montée des eaux font subir un risque de submersion à l'archipel.

### Climat
Les îles Cocos ont un climat équatorial (Köppen: Af), l'archipel n'étant situé qu'à douze degrés au sud de l'équateur. Les températures varient donc peu : entre un minimum de 18,3 °C le 6 août 1979 et un maximum de 32,8 °C le 7 avril 2015 et le 28 février 2024. Les îles sont pluvieuses toute l'année, avec un minimum de 84,8 millimètres en octobre et un maximum de 248,9 millimètres en avril.
| Mois                                            | jan.  | fév.  | mars  | avril | mai   | juin  | jui.  | août  | sep. | oct. | nov. | déc.  | année   |
| ----------------------------------------------- | ----- | ----- | ----- | ----- | ----- | ----- | ----- | ----- | ---- | ---- | ---- | ----- | ------- |
| Température minimale moyenne (°C)               | 25,2  | 25,4  | 25,5  | 25,7  | 25,5  | 25    | 24,4  | 24,3  | 24,3 | 24,6 | 24,9 | 24,9  | 25      |
| Température moyenne (°C)                        | 27,7  | 27,8  | 27,9  | 27,9  | 27,5  | 26,9  | 26,4  | 26,2  | 26,3 | 26,7 | 27,1 | 27,2  | 27,1    |
| Température maximale moyenne (°C)               | 30,1  | 30,2  | 30,2  | 30    | 29,5  | 28,8  | 28,3  | 28,1  | 28,3 | 28,8 | 29,2 | 29,5  | 29,2    |
| Record de froid (°C)                            | 21    | 20,1  | 19,8  | 19,6  | 19,4  | 20,1  | 20,4  | 18,3  | 19   | 20,6 | 19,3 | 20,4  | 18,3    |
| Record de chaleur (°C)                          | 32,7  | 32,8  | 32,7  | 32,8  | 32    | 31,5  | 30,9  | 30,6  | 30,2 | 31   | 32,1 | 32,2  | 32,8    |
| Précipitations (mm)                             | 151,7 | 207,1 | 234,4 | 248,9 | 187,7 | 187,3 | 180,9 | 102,4 | 86,2 | 84,8 | 89,7 | 121,4 | 1 884,1 |
| dont nombre de jours avec précipitations ≥ 1 mm | 10,3  | 12,2  | 15,5  | 14,1  | 13,9  | 14    | 14,8  | 11,1  | 8,4  | 6,2  | 6,3  | 8,6   | 135,4   |

## Histoire
La dénomination officielle de l’archipel est aujourd’hui « Territoire des îles Cocos » (Territory of Cocos Islands). On l’appelle également Keeling Islands en souvenir de William Keeling de la Compagnie néerlandaise des Indes orientales (la VOC), qui visita les îles en 1609. Le nom de « Keeling », généralement placé entre parenthèses, sert à distinguer cet archipel des autres îles Cocos existant ailleurs dans le monde.
En 1825, le capitaine John Clunies-Ross aborda les îles Direction et Horsburgh et y planta des céréales. L’année suivante, il s’y installa avec un équipage de marins malais embarqués à Sumatra et des femmes de diverses nationalités. John Clunies-Ross et sa famille devinrent les « rois des Cocos » qu’ils dirigèrent durant plus de cent cinquante ans.
En 1836, Charles Darwin, à bord du HMS Beagle, visite les îles du 1er au 12 avril.
Entre-temps, le gouvernement de la Grande-Bretagne avait annexé l’archipel au Royaume-Uni en 1857, ce qui n’empêcha pas la reine Victoria en 1886 d’accorder des privilèges exclusifs à la famille de John Clunies-Ross. Les travailleurs indonésiens amenés par la famille Clunies-Ross furent principalement employés autant pour le traitement du coprah (la chair desséchée de la noix de coco) que pour servir la famille de Clunies-Ross.
Lors de la Première Guerre mondiale, les îles Cocos sont le théâtre d'un combat naval. Le croiseur SMS Emden, capitaine Von Müller, a été détaché de l'escadre de l'amiral Von Spee (obligée d'évacuer la base navale de Tsing-Tao) pour mener une guerre « de corsaire » contre les navires marchands anglais, ce qu'il fait pendant plusieurs mois avec succès, avant de tenter de détruire la station de TSF et de câbles télégraphiques sous-marins des îles Cocos pour perturber les communications alliées et opérer plus à son aise dans l'océan Indien.
Surpris par le croiseur australien HMS Sydney, supérieur en puissance de feu, et handicapé par une coque couverte d'algues, il finit par succomber et est échoué volontairement sur une des îles pour tenter de sauver l'équipage.
Lors de la Seconde Guerre mondiale, la présence d’une garnison de près de 3 000 soldats britanniques donna l’occasion aux Malais de s’ouvrir vers le monde extérieur. Ce fut la période où la population des îles fut la plus importante.
Les îles Cocos passèrent en 1955 sous contrôle australien ; la Cocos (Keeling) Islands Act de 1955, modifiée ultérieurement jusqu’en 1979, demeura le fondement des systèmes administratif, législatif et judiciaire de l’archipel. Au cours des années soixante-dix, près de la moitié des insulaires quittèrent l’archipel pour l’Australie.
La famille Clunies-Ross fut l’unique propriétaire des îles de 1886 à 1978, date à laquelle le gouvernement australien acheta les terres et les donna aux habitants. L’ordonnance sur le gouvernement local de 1979 permit la mise en place, dès le 25 juillet 1979, du premier Conseil consultatif intérimaire élu. Ce ne fut qu’en 1984 que les insulaires votèrent pour être intégrés en tant que territoire extérieur australien.

## Administration

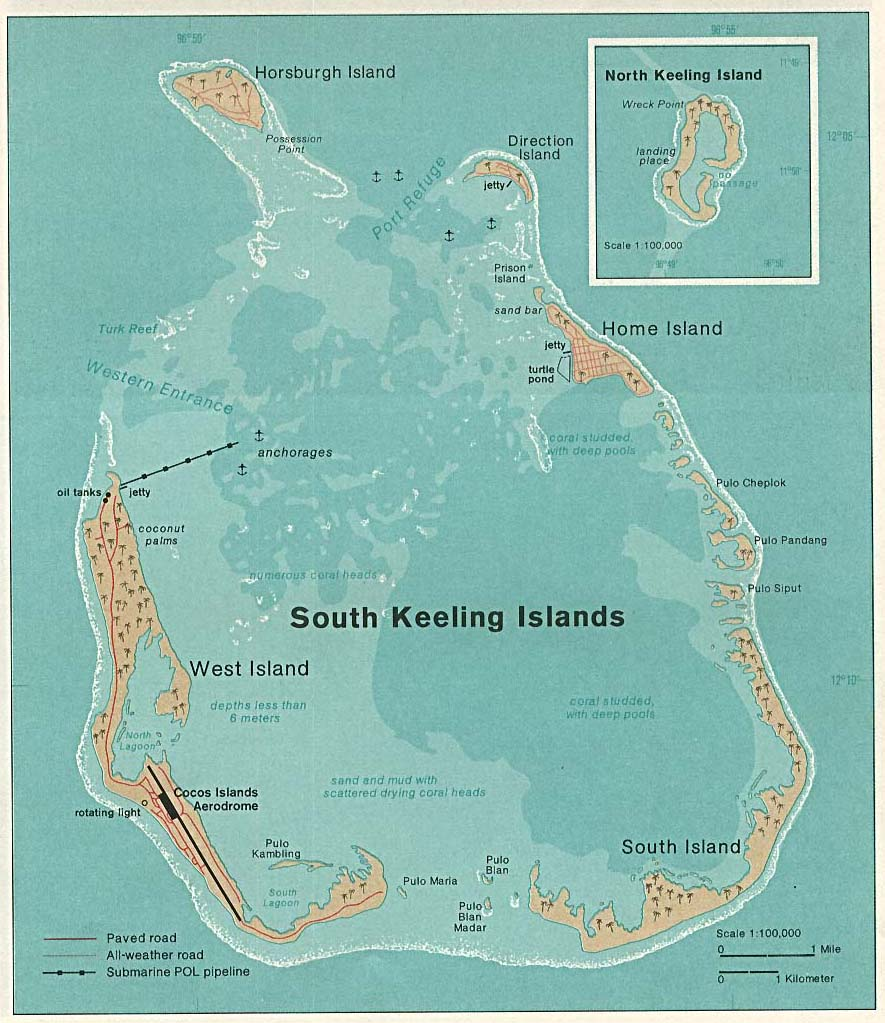
Carte du sud des îles Cocos.

Depuis le rattachement à l’Australie en 1984, le gouvernement australien a confié à une coopérative de travailleurs la gestion des activités productives et s’est efforcé de faire rattraper à la petite communauté des Malais des Cocos le retard qu’elle avait accumulé en matière d’équipements publics, d’éducation et d’ouverture au monde extérieur.
Le Conseil consultatif exerce des responsabilités dans de nombreux domaines à l’intérieur de l’île Home, où réside la communauté malaise des Cocos et de son village (le Kampong, « village » en malais). Il conseille l’administrateur australien sur toute autre matière relative au Territoire et émet des avis sur la législation qui lui est proposée.
Les habitants du Kampong ne paient pas de loyer, ni d’électricité ; les services municipaux sont également gratuits. Les résidents malais des Cocos sont des citoyens australiens.

## Démographie
La population des Cocos est composée de quelque 628 habitants. La majorité, soit 68,8 % d’entre eux, sont des Malais parlant le malais des îles Cocos, une des formes du malais. Les autres insulaires sont des Australiens (17,6 %), appelés localement en anglais Aussies, et des Britanniques (13,6 %) parlant l’anglais britannique ou l’anglais australien. L’anglais standard est la langue officielle.
L’essentiel de la population de l’île West, soit la zone de l’aéroport et des services administratifs, est d'origine européenne (Australiens et Britanniques), alors que celle de l’île Home, un village appelé le Kampong, est d’origine malaise, les deux communautés étant géographiquement séparées par 10 kilomètres d’océan Indien. La population blanche est chrétienne (surtout anglicane), la population malaise, musulmane.

## Politique linguistique
Bien que les autorités locales pratiquent un certain bilinguisme, on peut parler de non-intervention, car au point de vue juridique il n’existe pas de politique officielle à ce sujet aux Cocos, contrairement aux autres États et territoires intérieurs australiens.
La Cocos (Keeling) Islands Act de 1955 (détachant le territoire du Royaume-Uni pour être contrôlé ensuite indirectement par l’Australie) ne contient en effet aucune disposition en matière de langue. Ce statu quo linguistique n’a pas été modifié depuis le rattachement officiel à l’Australie en 1984.
La vie publique se déroule en anglais autant de la part du Conseil consultatif que de l’Administration australienne. Toutefois, lorsque les Malais sont entre eux, ils n’utilisent que le malais des îles, même au sein de l’administration de l’île Home (le Kampong).

## Éducation
L’éducation est gratuite et obligatoire de l’âge de six ans jusqu’à quinze ans.
La plupart des enseignants dispensant les cours en anglais sont australiens. En plus de l’anglais, l’enseignement du malais des Cocos comme langue de soutien est autorisé dans les deux écoles primaires, de même que sa transcription en alphabet arabe.
Celle de l’île West est doublée, depuis 1980, d’un établissement d’enseignement secondaire fréquenté par une quinzaine d’enfants de l’île Home. On peut y enseigner le Coran, car les Malais sont musulmans et pratiquent leur culte dans trois petites mosquées.

## Économie
Les plantations de noix de coco sont la principale activité économique des Îles Cocos, avec des plantations réparties dans les atolls. Les activités touristiques sont orientées vers l'écotourisme.

## Culture

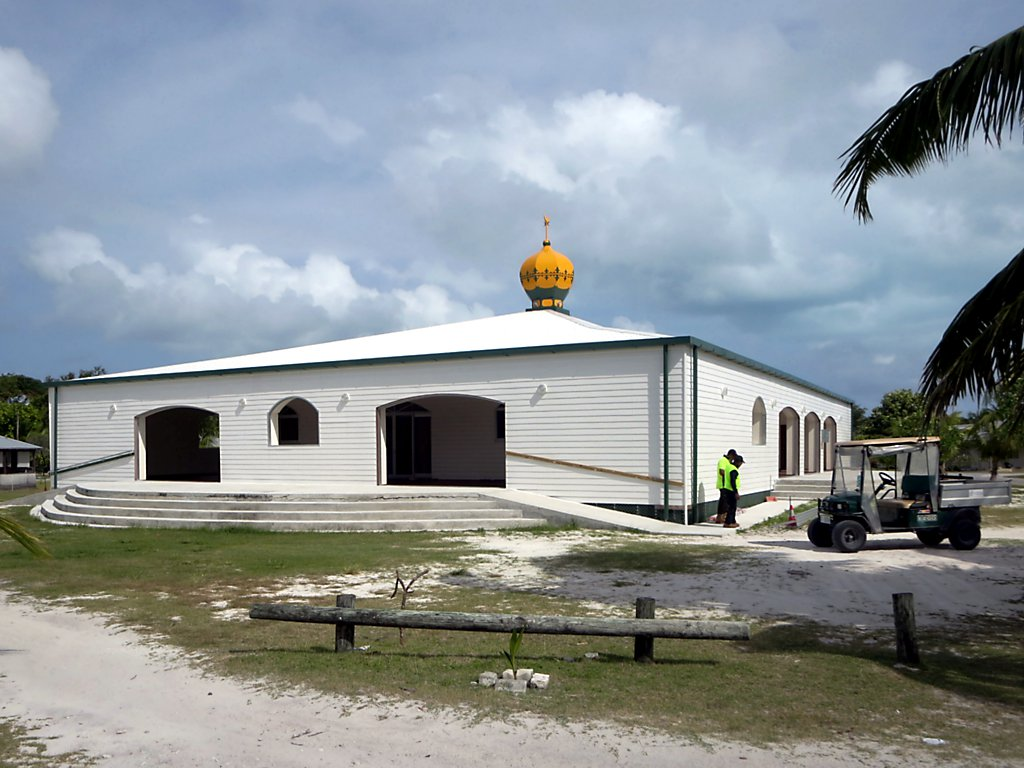
Mosquée à Home Island.

La culture de ce petit archipel est à la fois influencée par la culture malaise et la culture européenne. L'islam joue un rôle important dans la vie de la communauté malaise qui représente la majorité de la population.
Une station de radio locale s’efforce de rapprocher les deux communautés asiatique et anglo-saxonne en diffusant des programmes locaux bilingues (anglais et malais des îles), aussi bien que des émissions et de la musique malaise en provenance de Radio-Australia.

## Pollution
Une étude réalisée en 2019 estime que la surface des plages des Îles Cocos comporte au moins 238 tonnes de plastique,.

### Webographie
- Ressource relative à la vie publique :   - Parlement du Royaume-Uni
- Ressource relative à la musique :   - MusicBrainz
- Notices dans des dictionnaires ou encyclopédies généralistes :   - Britannica
  - Den Store Danske Encyklopædi
  - Enciclopedia italiana
  - Gran Enciclopèdia Catalana
  - Internetowa encyklopedia PWN
  - Store norske leksikon
  - Treccani
- Notices d'autorité :   - VIAF
  - BnF (données)
  - LCCN
  - GND
  - Japon
  - Israël
  - Tchéquie
  - WorldCat